# Boulevard Jeanne-d'Arc (Marseille)
Pour les articles homonymes, voir Rue Jeanne-d'Arc.

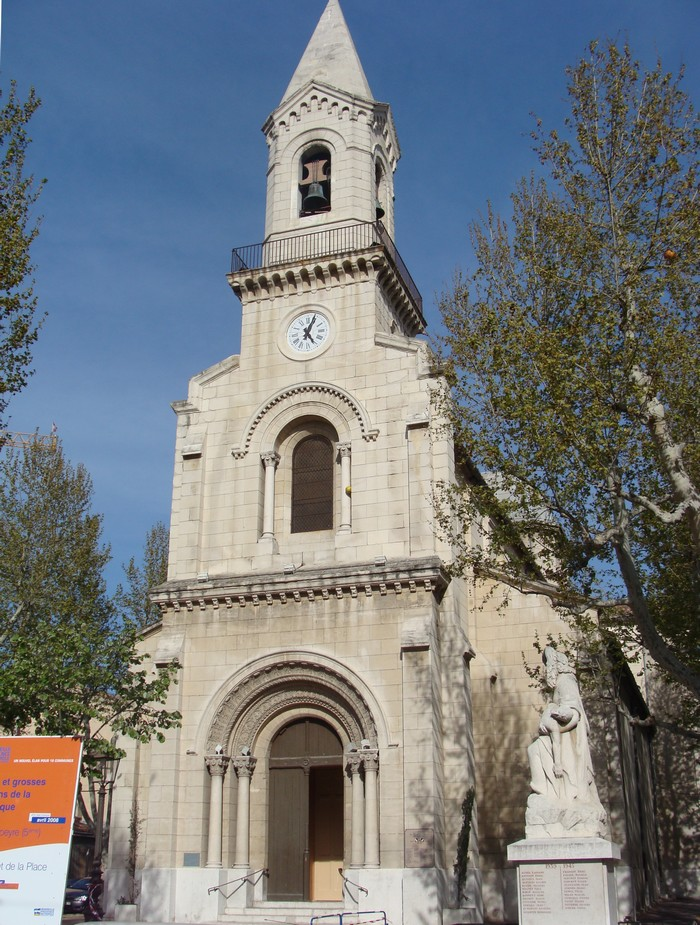
L’église Saint-Pierre, située au bout de la rue.

Le boulevard Jeanne-d'Arc est une voie marseillaise située dans le 5e arrondissement de Marseille. 

## Situation et accès
Il démarre à la limite des quartiers du Camas et de la Conception, sur la place du Docteur-Léon-Imbert, où se croisent les rues du Camas, Briffaut et du Docteur-Simone-Sedan ainsi que le boulevard du Docteur-David-Olmer. Il croise ensuite le boulevard Sakakini qui fait partie de la rocade du Jarret, la rue Jean-Martin ainsi que le chemin de Saint-Jean-du-Désert qui prolonge l’axe de circulation du boulevard vers l'Est. Il passe sous le viaduc de la ligne de Marseille-Blancarde à Marseille-Prado et se termine au cœur du quartier de Saint-Pierre, sur la place Pol-Lapeyre.
Le boulevard mesure 812 mètres de long pour 22 mètres de large.

## Origine du nom
Le boulevard est nommé en hommage à Jeanne d'Arc, héroïne de l'histoire de France, chef de guerre et sainte de l'Église catholique.

## Bâtiments remarquables et lieux de mémoire
- Au numéro 16 se trouve le lycée technique Marie-Curie.
- À l’extrémité est du boulevard se trouve l’église Saint-Pierre, située sur la place Pol-Lapeyre.